# Paul Thiemann
Paul Ernst Julius Thiemann (russisch Пауль Тиман; * 26. Augustjul. / 7. September 1881greg. in Dorpat, Gouvernement Estland, Russisches Kaiserreich; † 20. Mai 1954 in Berlin) war ein baltendeutscher Stummfilmproduzent in Moskau und Paris.

## Leben und Wirken
Er stammte aus baltendeutschen Familien. Sein Vater Ernst Gustav Thiemann (* 1845) kam aus Bern in der Schweiz und war nach Estland eingewandert, die Mutter Martha Ida, geborene Schwalbe (1862–1939), stammte aus Tomaschow.
Paul Thiemann arbeitete seit 1902 in Paris bei der Filmproduktionsfirma Gaumont. 1904 eröffnete er eine Filiale von ihnen in Moskau. Er stellte einige Dokumentarfilme her und gab die Filmzeitschrift Cine-phone heraus.
1909 heiratete Paul Thiemann Elisabeth von Mickwitz und gründete mit der Mitgift die eigene Produktionsfirma P. Thiemann, F. Reinhardt & Ossipow. Die Partner verließen bald das gemeinsame Unternehmen. 1912/13 übernahm er das konkurrierende Filmstudio Pathé Frères in Moskau und war damit der zweitwichtigste Filmproduzent in Russland nach Alexander Chanschonkow.
1914 wurde Paul Thiemann wegen seiner baltendeutschen Herkunft in das östliche Gouvernement Ufa verbannt. Anfang 1917 kehrte er nach Moskau zurück, hatte dort aber keine größeren Erfolge mehr.
Anfang 1918 emigrierte er mit seiner Familie nach Deutschland und dann nach Italien. 1920 gründete er in Joinville-le-Pont am Pariser Stadtrand das Filmstudio P. Thiemann & Cie. Nachdem es ihm nicht gelungen war, mit dem Vertrieb dieser Filme einen nennenswerten finanziellen Gewinn zu erzielen, war Thieman gezwungen, das Unternehmen zu schließen. Im Jahr 1923 war er Miteigentümer von Orion-Film, wo er seinen letzten Film drehte.
In den 1930er Jahren wurde seine Ehe geschieden. 1943 heiratete er in Berlin die Russin Eudoxia Wachurowa, wo er bis zu seinem Tod lebte.

## Filmografie

### Übersicht
Von Paul Thiemann sind 36 Filmproduktionen in Moskau und Paris bekannt. Die meisten davon waren Kurzspielfilme, oft nach literarischen Vorlagen.
Von den 32 Filmen in Moskau wurden nur wenige im Ausland gezeigt (1911 Der Gefangene im Kaukasus (?), Der Dämon (?), 1914 Departure of a Grand Old Man), die anderen waren wahrscheinlich nur in Russland zu sehen.
Angegeben sind die offiziellen Filmtitel in russischer Sprache, in Klammern Transliterationen und Übersetzungen der Titel.

### Moskau
- 1909 Бахчисарайский фонтан (Bachtschirajskij fontan), nach dem Poem von Puschkin
- 1909 Драма в Москве (Drama w Moskwe, Drama in Moskau)
- 1909 Смерть Иоанна Грозного (Smert Ioanna Grosnogo, Der Tod von Iwan dem Schrecklichen)

- 1911 Песня каторжанина (Pesnja katorschanina/Pesnya katorzhanina), Regie Jakow Protasanow, mit Mariya Korolyova, Yakov Protazanov, Vladimir Shaternikov
- 1911 Каширская старина (Kaschirskaja starina/Kashirskaya starina), Regie Vladimir Krivtsov, mit Vladimir Maksimov, Vladimir Shaternikov
- 1911 … (Der Gefangene im Kaukasus), nach der Erzählung von Tolstoi, Regie Giovanni Vitrotti, mit Mikhail Tamarov
- 1911 … (Der Dämon), Regie Giovanni Vitrotti, mit Mikhail Tamarov
- 1912 Анфиса (Anfisa), Regie Yakov Protazanov, mit Vladimir Maksimov, Vladimir Shaternikov, 45 Minuten

- 1912 Лишённый солнца (Lischjonnyj solnza), nach einer Erzählung von Tschechow
- 1912 Уход великого старца (Uchod welikogo starza, Der Tod des großen alten Mannes/Departure of a Grand Old Man), Dokudrama über die letzten Tage von Lew Tolstoi, Regie Jakow Prorasanow und Elisabeth Thiemann, mit Olga Petrova, Vladimir Shaternikov, Mikhail Tamarov, Elizaveta Thiman
- 1913 Музыкальный момент (Musykalnyj moment, Musikalischer Moment), wahrscheinlich über Moment musicals von Schubert oder Rachmaninow
- 1913 Ноктюрн Шопена (Noktjurn Chopena, Nocturne von Chopin). Regie Yakov Protazanov, mit Yekaterina Geltser, Vassiliy Tikhomirov
- 1913 Один насладился, другой расплатился (Odin nasladilsjy, drugoj rasplatilsja)
- 1913 Пригвожденный (Prigwoschdennyj)
- 1913 Разбитая ваза (Rasbitaja wasa/Razbitaya vaza), Regie Yakov Protazanov, mit Alexandre Volkoff, Varvara Yanova
- 1913 Ключи счастья (Kljutschi Stschastja/Klyuchi schastya), Regie Vladimir Gardin, Yakov Protazanov, mit Vladimir Gardin, Vladimir Shaternikov, Olga Preobrazhenskaya, Alexandre Volkoff
- 1913 Сны мимолетные, сны беззаботные снятся лишь раз (Sny mimoletnye, sny bessabotnye snjatsja lusch ras/Sny mimoletnye, sny bezzabotnye snyatsya lish raz), Regie Alexander Wolkow

- 1914 Анна Каренина (Anna Karenina), nach dem gleichnamigen Roman von Tolstoi, Regie: Vladimir Gardin, mit Mariya Germanova, Vladimir Shaternikov, Mikhail Tamarov, Zoya Barantsevich
- 1914 Беглец (Beglez), nach einem Poem von Lermontow
- 1914 Крейцерова соната (Krejzerowa sonata, Kreutzersonate), nach der Erzählung von Tolstoi, Regie Vladimir Gardin, mit Boris Orsky, Yelizaveta Uvarova, Lidiya Sychyova, Mikhail Tamarov, 42 Minuten

- 1914 Рождество в окопах (Roschdestwo w okopach)
- 1915 Отцы и дети (Otzy i deti, Väter und Kinder)
- 1915 Плебей (Plebej)
- 1915 Вова приспособился (Wowa prisposlobilsja)
- 1915 Дворянское гнeздо (Dworjanskoe gnesdo/Dvoryanskoe gnezdo), Regie Vladimir Gardin, mit Olga Preobrazhenskaya, Ludmila Sychova, Mikhail Tamarov, Yelizaveta Uvarova
- 1915 Портрет Дорияна Грея (Portret Dorjana Greja/Portret Doryana Greya), nach Das Bildnis des Dorian Grey, einem Roman von Oscar Wilde, Regie Vsevolod Meyerhold und Mikhail Doronin, mit Varvara Yanova (als Dorian Grey!), Vsevolod Meyerhold, Gustav Enriton, Paola Belova, 22 Minuten

- 1916 Его глаза (Ego glasa, Seine Augen)
- 1917 Венчал их Сатана (Wentschal ich Satana), Regie Vyacheslav Viskovsky, mit V. Dalskaya, Konstantin Khokhlov, Pyotr Leontyev, Andrej Morozov
- 1917 В их крови мы неповинны (W ich krowi my nepowinnyj)
- 1917 Под обломками самодержавия (Pod oblomkami samoderschawija)
- 1917 Черные вороны (Tschernye worony)
- 1917 Силный человек (Silnyj tschelowek/Silnyi chelovek), Regie Vsevolod Meyerhold, mit Mikhail Doronin, Konstantin Khokhlov, Vsevolod Meyerhold, Varvara Yanova

### Paris
- 1921 Vers la lumière (К свету/За монастырской стеной, Zum Licht), Spielfilm, mit nostalgischer Erinnerung an das vorrevolutionäre Moskau, mit Dokumentarszenen

- 1921 Justice d’abord (Правосудие превыше всего)
- 1922 Le Sens de la mort (Смысл смерти, Der Sinn des Todes)
- 1923 Pour une nuit d’amour (За ночь любви, Für eine Nacht der Liebe), Regie Yakov Protazanov, mit Edmond Van Daële, Christiane Delval, Blanche Ross, René Hiéronimus